# Francesco Gergati
Francesco Gergati (Varese, 20 settembre 1987) è un ex cestista italiano.

## Biografia
Appartiene a una famiglia di cestisti varesina; figlio di Pierangelo, giocatore degli anni sessanta e settanta, fratello di Lorenzo e nipote di Giuseppe.